# Custódio Pinto
Custódio João Pinto (ur. 9 lutego 1942 w Montijo, zm. 21 lutego 2004 w Gondomar) – portugalski piłkarz, pomocnik. Uczestnik i brązowy medalista Mistrzostw Świata z 1966. 13-krotny reprezentant Portugalii.

## Kariera
Pinto, jako 19-latek, rozpoczął karierę piłkarską w FC Porto, w którym przebywał przez 10 lat. Z tym klubem, w roku 1968 sięgnął po puchar Portugalii. 29 kwietnia 1964 zadebiutował w reprezentacji narodowej w wygranym meczu 3-2 z reprezentacją Szwajcarii (był zdobywcą gola w tym meczu). W 1966 został powołany na Mundial 1966, który odbywał się w Anglii. Na mistrzostwach tych wystąpił w 3 meczach. W dniu 4 maja 1969, wystąpił po raz ostatni w meczu kwalifikacyjnym do Mistrzostw Świata 1970 (Portugalia – Grecja, 2:2).
Jego brat - Manuel Pinto również był piłkarzem. 

## Osiągnięcia
- zdobywca Pucharu Portugalii (z FC Porto; 1967/1968)

- finalista Pucharu Portugalii (z FC Porto; 1963/1964)

- uczestnik i brązowy medalista Mundialu 1966